# Partecipanti al Giro d'Italia 1987
Elenco dei partecipanti al Giro d'Italia 1987.
Il Giro d'Italia 1987 fu la settantesima edizione della corsa. Alla competizione presero parte 20 squadre, ciascuna delle quali composta da nove corridori, per un totale di 180 ciclisti. La corsa partì il 21 maggio da Sanremo e terminò il 13 giugno a Saint-Vincent; in quest'ultima località portarono a termine la competizione 133 corridori. 

## Corridori per squadra
Nota: R ritirato, NP non partito, FT fuori tempo, SQ squalificato.
| Carrera-Vagabond-Peugeot               | Carrera-Vagabond-Peugeot               | Carrera-Vagabond-Peugeot               | Gewiss-Bianchi                | Gewiss-Bianchi                | Gewiss-Bianchi                | Remac-Fanini                        | Remac-Fanini                        | Remac-Fanini                        |
| -------------------------------------- | -------------------------------------- | -------------------------------------- | ----------------------------- | ----------------------------- | ----------------------------- | ----------------------------------- | ----------------------------------- | ----------------------------------- |
| 1                                      | Roberto Visentini                      | NP 22ª                                 | 71                            | Moreno Argentin               | 31º                           | 141                                 | Mario Beccia                        | 17º                                 |
| 2                                      | Guido Bontempi                         | 108º                                   | 72                            | Emanuele Bombini              | 20º                           | 142                                 | Pierino Gavazzi                     | 71º                                 |
| 3                                      | Stephen Roche                          | 1º                                     | 73                            | Stefan Brykt                  | NP 7ª                         | 143                                 | Luigi Botteon                       | 70º                                 |
| 4                                      | Bruno Leali                            | 57º                                    | 74                            | Dario Mariuzzo                | 115º                          | 144                                 | Alberto Elli                        | 36º                                 |
| 5                                      | Massimo Ghirotto                       | 60º                                    | 75                            | Roberto Pagnin                | 41º                           | 145                                 | Sergio Finazzi                      | 67º                                 |
| 6                                      | Davide Cassani                         | 43º                                    | 76                            | Renato Piccolo                | 47º                           | 146                                 | Marco Tabai                         | 66º                                 |
| 7                                      | Eddy Schepers                          | 12º                                    | 77                            | Paolo Rosola                  | 126º                          | 147                                 | Stefano Tomasini                    | 30º                                 |
| 8                                      | Francesco Rossignoli                   | 87º                                    | 78                            | Alberto Volpi                 | 23º                           | 148                                 | Alessio Di Basco                    | 122º                                |
| 9                                      | Claudio Chiappucci                     | 48º                                    | 79                            | Lars Wahlqvist                | R 16ª                         | 149                                 | Paolo Cimini                        | 88º                                 |
| Atala-Ofmega                           | Atala-Ofmega                           | Atala-Ofmega                           | Gis Gelati-Jollyscarpe        | Gis Gelati-Jollyscarpe        | Gis Gelati-Jollyscarpe        | Roland-Grana Padano                 | Roland-Grana Padano                 | Roland-Grana Padano                 |
| 11                                     | Gianni Bugno                           | R 17ª                                  | 81                            | Adriano Baffi                 | 125º                          | 151                                 | Hennie Kuiper                       | 44º                                 |
| 12                                     | Giuseppe Calcaterra                    | 106º                                   | 82                            | Franco Chioccioli             | 14º                           | 152                                 | Dietrich Thurau                     | 52º                                 |
| 13                                     | Salvatore Cavallaro                    | 116º                                   | 83                            | Federico Ghiotto              | R 16ª                         | 153                                 | John Bogers                         | R 12ª                               |
| 14                                     | Dante Morandi                          | 133º                                   | 84                            | Marco Giovannetti             | 6º                            | 154                                 | Johan Capiot                        | 131º                                |
| 15                                     | Ezio Moroni                            | NP 11ª                                 | 85                            | Giuseppe Petito               | 77º                           | 155                                 | Herman Frison                       | NP 6ª                               |
| 16                                     | Mario Noris                            | 75º                                    | 86                            | Johan van der Velde           | 9º                            | 156                                 | Jesper Skibby                       | NP 11ª                              |
| 17                                     | Marco Vitali                           | 63º                                    | 87                            | Palmiro Masciarelli           | 110º                          | 157                                 | Brian Holm                          | 100º                                |
| 18                                     | Massimo Podenzana                      | NP 12ª                                 | 88                            | Ennio Salvador                | 83º                           | 158                                 | Rudy Patry                          | 113º                                |
| 19                                     | Urs Freuler                            | 104º                                   | 89                            | Giuseppe Manenti              | NP 21ª                        | 159                                 | Ludwig Wijnants                     | 90º                                 |
| Ecoflam-BFB Bruciatori-Mareco-Alfa Lum | Ecoflam-BFB Bruciatori-Mareco-Alfa Lum | Ecoflam-BFB Bruciatori-Mareco-Alfa Lum | Transvemij-Van Schilt-Hoonved | Transvemij-Van Schilt-Hoonved | Transvemij-Van Schilt-Hoonved | Selca-Thermomec-Conti-Galli         | Selca-Thermomec-Conti-Galli         | Selca-Thermomec-Conti-Galli         |
| 21                                     | Marino Amadori                         | 40º                                    | 91                            | Daniel Wyder                  | 72º                           | 161                                 | Roberto Conti                       | 15º                                 |
| 22                                     | Daniele Caroli                         | R 6ª                                   | 92                            | Jos Lammertink                | 127º                          | 162                                 | Patrizio Gambirasio                 | FT 8ª                               |
| 23                                     | Maurizio Rossi                         | 89º                                    | 93                            | Peter Pieters                 | R 20ª                         | 163                                 | Giovanni Mantovani                  | R 11ª                               |
| 24                                     | Orlando Maini                          | 86º                                    | 94                            | Rob Kleinsman                 | 95º                           | 164                                 | Michele Moro                        | R 8ª                                |
| 25                                     | Maurizio Fondriest                     | R 17ª                                  | 95                            | Jean Habets                   | 62º                           | 165                                 | Romano Randi                        | 92º                                 |
| 26                                     | Camillo Passera                        | 81º                                    | 96                            | Frank Verleyen                | FT 11ª                        | 166                                 | Edoardo Rocchi                      | 58º                                 |
| 27                                     | Marco Zen                              | R 20ª                                  | 97                            | Jan Bogaert                   | 132º                          | 167                                 | Fabrizio Vannucci                   | 64º                                 |
| 28                                     | Jiří Škoda                             | 19º                                    | 98                            | Corneille Daems               | FT 8ª                         | 168                                 | Benny Van Brabant                   | 68º                                 |
| 29                                     | Luciano Boffo                          | 97º                                    | 99                            | Martin Schalkers              | 102º                          | 169                                 | Jesper Worre                        | R 18ª                               |
| Ariostea-Gres                          | Ariostea-Gres                          | Ariostea-Gres                          | Magniflex-Centroscarpa        | Magniflex-Centroscarpa        | Magniflex-Centroscarpa        | Supermercati Brianzoli-Chateau d'Ax | Supermercati Brianzoli-Chateau d'Ax | Supermercati Brianzoli-Chateau d'Ax |
| 31                                     | Kjell Nilsson                          | 34º                                    | 101                           | Enrico Grimani                | 129º                          | 171                                 | Hubert Seiz                         | 65º                                 |
| 32                                     | Alessandro Paganessi                   | 29º                                    | 102                           | Franco Ballerini              | 124º                          | 172                                 | Claudio Corti                       | NP 20ª                              |
| 33                                     | Dag Erik Pedersen                      | 59º                                    | 103                           | Angelo Canzonieri             | R 20ª                         | 173                                 | Stefano Allocchio                   | 128º                                |
| 34                                     | Valerio Piva                           | 74º                                    | 104                           | Bruno Cenghialta              | 84º                           | 174                                 | Gerhard Zadrobilek                  | R 18ª                               |
| 35                                     | Fabio Roscioli                         | 103º                                   | 105                           | Flavio Chesini                | 98º                           | 175                                 | Antonio Bevilacqua                  | 78º                                 |
| 36                                     | Patrick Serra                          | 73º                                    | 106                           | Enrico Galleschi              | 96º                           | 176                                 | Franco Vona                         | 32º                                 |
| 37                                     | Marco Saligari                         | 54º                                    | 107                           | Alessandro Giannelli          | 42º                           | 177                                 | Stefano Zanatta                     | 112º                                |
| 38                                     | Maurizio Vandelli                      | 50º                                    | 108                           | Rodolfo Massi                 | 24º                           | 178                                 | Tony Rominger                       | R 21ª                               |
| 39                                     | Alfio Vandi                            | 33º                                    | 109                           | Mauro Antonio Santaromita     | 38º                           | 179                                 | Milan Jurčo                         | 107º                                |
| Del Tongo-Colnago                      | Del Tongo-Colnago                      | Del Tongo-Colnago                      | Caja Rural-Orbea              | Caja Rural-Orbea              | Caja Rural-Orbea              | Tokke-Zahor Chocolates              | Tokke-Zahor Chocolates              | Tokke-Zahor Chocolates              |
| 41                                     | Giuseppe Saronni                       | NP 17ª                                 | 111                           | Marino Lejarreta              | 4º                            | 181                                 | Juan Fernández Martín               | 94º                                 |
| 42                                     | Gianbattista Baronchelli               | NP 15ª                                 | 112                           | Jokin Mujika                  | 11º                           | 182                                 | Juan Tomás Martínez                 | 37º                                 |
| 43                                     | Francesco Cesarini                     | NP 16ª                                 | 113                           | Mathieu Hermans               | NP 11ª                        | 183                                 | Jesús Ibáñez                        | 56º                                 |
| 44                                     | Maurizio Colombo                       | 118º                                   | 114                           | Wim Meijer                    | R 12ª                         | 184                                 | Santiago Portillo                   | 76º                                 |
| 45                                     | Flavio Giupponi                        | 5º                                     | 115                           | Pascal Jules                  | 85º                           | 185                                 | Juan María Eguiarte                 | R 17ª                               |
| 46                                     | Alessandro Pozzi                       | 22º                                    | 116                           | Roland Le Clerc               | 79º                           | 186                                 | Ángel de las Heras                  | 45º                                 |
| 47                                     | Ennio Vanotti                          | 39º                                    | 117                           | Jesús Arambarri               | R 9ª                          | 187                                 | Manuel Carrera                      | R 6ª                                |
| 48                                     | Czesław Lang                           | 51º                                    | 118                           | Jaime Vilamajó                | 99º                           | 188                                 | Vicente Prado                       | R 17ª                               |
| 49                                     | Lech Piasecki                          | 53º                                    | 119                           | José Julián Balaguer          | 105º                          | 189                                 | José María Palacín                  | 130º                                |
| Fagor-MBK                              | Fagor-MBK                              | Fagor-MBK                              | Paini-Sidi                    | Paini-Sidi                    | Paini-Sidi                    | Toshiba-Look-La Vie Claire          | Toshiba-Look-La Vie Claire          | Toshiba-Look-La Vie Claire          |
| 51                                     | Pedro Muñoz                            | 18º                                    | 121                           | Rocco Cattaneo                | R 16ª                         | 191                                 | Kim Andersen                        | R 17ª                               |
| 52                                     | Frank Hoste                            | 119º                                   | 122                           | Mauro Gianetti                | R 18ª                         | 192                                 | Steve Bauer                         | 10º                                 |
| 53                                     | Sean Yates                             | R 20ª                                  | 123                           | Gianluca Brugnami             | 35º                           | 193                                 | Jean-François Bernard               | 16º                                 |
| 54                                     | Pol Verschuere                         | R 17ª                                  | 124                           | Paul Popp                     | 101º                          | 194                                 | Philippe Chevallier                 | 55º                                 |
| 55                                     | Jean-Claude Bagot                      | 25º                                    | 125                           | Harald Maier                  | R 15ª                         | 195                                 | Othmar Häfliger                     | 109º                                |
| 56                                     | Robert Forest                          | 28º                                    | 126                           | Primož Čerin                  | NP 11ª                        | 196                                 | Christian Jourdan                   | R 18ª                               |
| 57                                     | Christian Chaubet                      | 123º                                   | 127                           | Luigi Furlan                  | 49º                           | 197                                 | Andreas Kappes                      | 26º                                 |
| 58                                     | Éric Caritoux                          | 21º                                    | 128                           | Mauro Longo                   | R 16ª                         | 198                                 | Jaanus Kuum                         | 82º                                 |
| 59                                     | Jean-René Bernaudeau                   | NP 10ª                                 | 129                           | Sergio Scremin                | 80º                           | 199                                 | Johan Lammerts                      | 120º                                |
| Fibok-Alba Cucine                      | Fibok-Alba Cucine                      | Fibok-Alba Cucine                      | Panasonic                     | Panasonic                     | Panasonic                     |                                     |                                     |                                     |
| 61                                     | Stefano Colagè                         | NP 20ª                                 | 131                           | Phil Anderson                 | 7º                            |                                     |                                     |                                     |
| 62                                     | Marco Franceschini                     | 91º                                    | 132                           | Robert Millar                 | 2º                            |                                     |                                     |                                     |
| 63                                     | Silvano Riccò                          | 121º                                   | 133                           | Eddy Planckaert               | 117º                          |                                     |                                     |                                     |
| 64                                     | Claudio Savini                         | 13º                                    | 134                           | Erik Breukink                 | 3º                            |                                     |                                     |                                     |
| 65                                     | Claudio Vandelli                       | FT 8ª                                  | 135                           | Henk Lubberding               | 69º                           |                                     |                                     |                                     |
| 66                                     | Enrico Pochini                         | 46º                                    | 136                           | John Talen                    | 114º                          |                                     |                                     |                                     |
| 67                                     | Gottfried Schmutz                      | 93º                                    | 137                           | Guy Nulens                    | 27º                           |                                     |                                     |                                     |
| 68                                     | Richard Trinkler                       | 61º                                    | 138                           | Theo de Rooy                  | 111º                          |                                     |                                     |                                     |
| 69                                     | Bruno Hürlimann                        | R 17ª                                  | 139                           | Peter Winnen                  | 8º                            |                                     |                                     |                                     |

### Legenda
| Legenda          | Legenda | Legenda       | Legenda                                                  |
| ---------------- | --- | ------------- | -------------------------------------------------------- |
| Dorsale          | Dorsale di partenza del ciclista | Posizione     | Posizione finale nella classifica generale               |
| Maglia rosa      | Indica il vincitore della classifica generale                                                                                        | Maglia verde  | Indica il vincitore della classifica dei GPM             |
| Maglia ciclamino | Indica il vincitore della classifica a punti                                                                                         | Maglia bianca | Indica il vincitore della classifica dei giovani         |
| NP               | Indica un ciclista che non è ripartito in una tappa la mattina                                                                       | R             | Indica un ciclista che si è ritirato in una tappa        |
| FTM              | Indica un ciclista che ha concluso una tappa fuori tempo, ossia ha impiegato più tempo rispetto a quanto stabilito dal tempo massimo | EX            | Corridore escluso per non aver rispettato il regolamento |

## Corridori per nazione
Le nazionalità rappresentate nella manifestazione sono 17; in tabella il numero dei ciclisti suddivisi per la propria nazione di appartenenza:
| Numero corridori | Nazione                                                |
| ---------------- | ------------------------------------------------------ |
| 92               | Italia                                                 |
| 16               | Spagna                                                 |
| 15               | Paesi Bassi                                            |
| 13               | Belgio                                                 |
| 10               | Francia, Svizzera                                      |
| 4                | Danimarca, Svezia                                      |
| 3                | Austria                                                |
| 2                | Germania, Gran Bretagna, Norvegia, Polonia, Rep. Ceca, |
| 1                | Australia, Canada, Irlanda                             |